# Mîkolaiivka, Kobeleakî
Mîkolaiivka (în ucraineană Миколаївка) este un sat în comuna Brodșciîna din raionul Kobeleakî, regiunea Poltava, Ucraina.

## Demografie
Componența lingvistică a localității Mîkolaiivka
     Ucraineană (98,39%)
     Alte limbi (1,62%)
Conform recensământului din 2001, majoritatea populației localității Mîkolaiivka era vorbitoare de ucraineană (98,39%), existând în minoritate și vorbitori de alte limbi.